# 1429
1429 (MCDXXIX) fue un año común comenzado en sábado del calendario juliano.

## Acontecimientos
- 10 de enero: en España se crea la orden del Toisón de Oro, con motivo de la boda de Felipe el Bueno de Borgoña.
- 12 de febrero: cerca de la aldea de Rouvray (120 km al suroeste de París) ―en el marco de la guerra de los Cien Años―, las fuerzas inglesas bajo las órdenes de sir John Fastolf derrotan un convoy de armas a Orleans para atacar a Carlos I de Borbón y John Stewart de Darnley en la Batalla de los Arenques.
- 7 de mayo: en la villa francesa de Orleans, Juana de Arco levanta el asedio inglés.
- 23 de junio: en la península ibérica, Alfonso V el Magnánimo y Juan II de Aragón invaden Castilla.
- 17 de julio: en Reims (Francia) es coronado Carlos VII de Francia.
- 11 de noviembre: en Soria (España) tropas navarras y castellanas ―dirigidas estas por Íñigo López de Mendoza y de la Vega― libran la batalla del río Araviana.
- En Barcelona (Cataluña) se traducen al idioma catalán el Decamerón y la Divina Comedia.

## Nacimientos
- 23 de marzo: Margarita de Anjou, aristócrata francesa, esposa del rey Enrique VI de Inglaterra.
- Pedro de Portugal, aristócrata portugués.